# جامعة إسطنبول
جامعة إسطنبول (بالتركية: İstanbul Üniversitesi) هي جامعة تعتبر الأقدم والأضخم والأعرق في تركيا، حيث يرجع تاريخ إنشائها إلى عام 1453م مع فتح إسطنبول على أيدي الجيش العثماني بقيادة السلطان محمد الفاتح. وقد كان خريجوها على الدوام يشغلون مناصب رئيسة في الدولة في مؤسسات التعليم التركية والاقتصاد والقطاع الحكومي. لدى الجامعة العديد من الكليات والتي تنتشر في أرجاء عدة من إسطنبول ولكن الحرم الجامعة الرئيسي للجامعة يوجد في ميدان بايزيد.
يدرس في الجامعة 60 ألف طالب جامعي و 8 آلاف طالب دراسات عليا، كما يعمل في الجامعة 6 آلاف موظف.

## كليات الجامعة
من بين كليات الجامعة هناك كليات العلوم السياسية، القانون، الصحافة، العلوم، الطب، طب الأسنان، الطب البيطري، الصيدلة، الآداب والعلوم الاجتماعية، العلوم، الهندسة، إدارة الأعمال واللاهوت.

## أبرز الخريجين
من أبرز خريجي الجامعة، الرئيس التركي عبد الله غل، والكاتب أورخان باموق الحاصل على جائزة نوبل في الأدب و عزيز سانجار الحاصل على نوبل في الكيمياء، الدكتور الصيدلي عدنان تقي الدين.

## وصلات خارجية
- الموقع الرسمي للجامعة بالتركية
- الموقع الرسمي للجامعة بالإنجليزية